# Jozef Nodžák
Josef Nodžák (19. března 1946 Slanica – 28. srpna 2017 Trstená) byl slovenský herec, moderátor a dětský bavič.

## Život
V 80. letech 20. století působil jako redaktor hlavní redakce vzdělávacích programů v bratislavském studiu Československé televize. Spolupodílel se na úspěšném výchovně vzdělávacím dětském pořadu Detektiv Karel.
V 90. letech se stal známým pod pseudonymem Mistr N. V dětském pořadu Slovenské televize Crn-crn vystupoval jako dětský bavič. Hravou formou realizoval různé fyzikální pokusy. Později uváděl svůj samostatný pořad.
Komunistická tajná služba StB jej evidovala jako svého agenta s krycími jmény Orava a Romeo.
Josef Nodžák zemřel ve věku 71 let po těžké nemoci.

## Relace
- IQ
- Detektiv Karel
- Crn Crn
- Objevy Mistra N

## Diskografie
- 1998: Disco Show Mistra N (MC-CD)
- 2002: Překvapení – Melodie a Mistr N – CD
- 2003: Hity Mistra N – (MC-CD)